# امیلیو ان‌سوئه
امیلیو ان‌سوئه (انگلیسی: Emilio Nsue؛ زادهٔ ۳۰ سپتامبر ۱۹۸۹) بازیکن فوتبال اهل اسپانیا است.
از باشگاه‌هایی که در آن بازی کرده‌است می‌توان به باشگاه ورزشی کاستیون، باشگاه فوتبال میدلزبرو، باشگاه فوتبال رئال سوسیداد، و باشگاه ورزشی رئال مایورکا اشاره کرد.
وی همچنین در تیم‌های ملی فوتبال زیر ۱۶ سال اسپانیا، زیر ۱۷ سال اسپانیا، زیر ۱۹ سال اسپانیا، زیر ۲۰ سال اسپانیا، زیر ۲۱ سال اسپانیا، و گینه استوایی بازی کرده‌است.